# Bahnstrecke Dölitz–Grammow
| Streckenlänge: | 11,7 km              |                   |                   |
| Spurweite: | 1435 mm (Normalspur) |                   |                   |
| |                      |                   |                   |
| \| \| \| von Gnoien \| \| \| \| 0,0 \| Dölitz \| Dölitz \| \| \| \| nach Teterow \| \| \| \| 3,3 \| Groß Nieköhr \| Groß Nieköhr \| \| \| 4,6 \| Tessiner Chaussee \| Tessiner Chaussee \| \| \| 6,7 \| Samow \| Samow \| \| \| 8,2 \| Viecheln \| Viecheln \| \| \| 9,8 \| Nustrow \| Nustrow \| \| \| 11,7 \| Grammow \| Grammow \| |                      |                   |                   |
| Strecke (außer Betrieb) |                      | von Gnoien        | von Gnoien        |
| Haltepunkt / Haltestelle (Strecke außer Betrieb) | 0,0                  | Dölitz            | Dölitz            |
| Abzweig geradeaus und nach links (Strecke außer Betrieb) |                      | nach Teterow      | nach Teterow      |
| Dienststation / Betriebs- oder Güterbahnhof (Strecke außer Betrieb) | 3,3                  | Groß Nieköhr      | Groß Nieköhr      |
| Dienststation / Betriebs- oder Güterbahnhof (Strecke außer Betrieb) | 4,6                  | Tessiner Chaussee | Tessiner Chaussee |
| Dienststation / Betriebs- oder Güterbahnhof (Strecke außer Betrieb) | 6,7                  | Samow             | Samow             |
| Dienststation / Betriebs- oder Güterbahnhof (Strecke außer Betrieb) | 8,2                  | Viecheln          | Viecheln          |
| Dienststation / Betriebs- oder Güterbahnhof (Strecke außer Betrieb) | 9,8                  | Nustrow           | Nustrow           |
| Betriebs-/Güterbahnhof Streckenende (Strecke außer Betrieb) | 11,7                 | Grammow           | Grammow           |

Die Bahnstrecke Dölitz–Grammow war eine von 1889 bis 1946 betriebene eingleisige Anschluss- und spätere Nebenbahn im heutigen Mecklenburg-Vorpommern, die vorwiegend dem Transport von Zuckerrüben diente und deshalb auch als „Rübenbahn“ bezeichnet wird.

## Geschichte
Nachdem die Bahnstrecke Teterow–Gnoien 1884 eröffnet worden war, sollte durch Errichtung einer Privatanschlussbahn die Rübenzufuhr aus dem Anbaugebiet um Grammow zur neuen Teterower Zuckerfabrik ermöglicht werden. Interessierte Gutsbesitzer brachten das für den Bahnbau notwendige Kapital in Höhe von 300.000 Mark auf und gründeten am 18. Juli 1889 die Dölitz-Grammower Rübenbahngesellschaft. Die Bauausführung übernahm das Unternehmen Lenz & Co., das bereits die Strecke nach Gnoien errichtet hatte. Planungen, die Bahn nach Dudendorf oder gar nach Sülze zu verlängern, wurden nicht realisiert. Betriebsführung und Verwaltung der Bahn übertrug die Rübenbahngesellschaft der Gnoien-Teterower Sekundär-Eisenbahngesellschaft, die bereits kurze Zeit nach der Eröffnung der Rübenbahn an die Mecklenburgische Friedrich-Franz-Eisenbahn (MFFE) verkauft wurde. Im November 1889 wurde die Rübenbahnstrecke polizeilich ab- und der Betrieb aufgenommen.
Am 27. April 1910 wurde die Rübenbahngesellschaft aufgelöst. Die Rübenbahn ging in das Eigentum der MFFE über, die die Strecke nun als „organischen Bestandteil“ ihres Eisenbahnnetzes betrieb. Bemühungen der Reichsbahn, die die Bahn in Nachfolge der MFFE ab 1920 betrieb, die Anteilseigner der früheren Rübenbahngesellschaft an den insbesondere wegen der 1924 erfolgten Schließung der Teterower Zuckerfabrik entstandenen Verlusten zu beteiligen, schlugen fehl. In den 1920er Jahren gab es Erwägungen, Reiseverkehr mit Triebwagen einzuführen und die Strecke zur Zuckerfabrik nach Tessin (bei Rostock) zu verlängern. Zu einer Umsetzung dieser Überlegungen kam es nicht, wohl auch weil sich bereits zu jener Zeit eine Verlagerung des Verkehrs auf die Straße bemerkbar machte. Während des Zweiten Weltkriegs nahmen die Beförderungsleistungen indes wieder stark zu.
Im Frühjahr 1945 diente die Strecke dem Abstellen zahlreicher Lokomotiven und Wagen, darunter drei Lazarettzüge.  Nach Räumung der Strecke wurde diese 1946 als Reparationsleistung für die Sowjetunion demontiert. Damit endete die Existenz dieser auch Krautjunkerbahn genannten Strecke.

## Betrieb und Strecke
Die Bahn wurde zunächst als Privatanschlussbahn betrieben, ab 1910 als Nebenbahn, für die die Vorgaben der Fahrdienstvorschrift und ab 1940 für den vereinfachten Nebenbahnbetrieb galten. Zugkreuzungen waren nicht vorgesehen, weswegen Zugmeldungen entfielen.
Die der einfachen Oberbauausführung geschuldete Höchstgeschwindigkeit betrug 20 km/h. Während der Erntezeit verkehrten täglich Züge, ansonsten im Regelfall nur einmal wöchentlich. Einzelne Züge wurden dabei bis Teterow durchgebunden. Zu den beförderten Frachten gehörten neben Zuckerrüben auch Vieh sowie weitere Güter, im Zweiten Weltkrieg insbesondere Treibstoff und Lkw-Ersatzteile.
Jede Ladestelle verfügte über ein beidseitig an die Strecke angeschlossenes Ladegleis. In Viecheln, Nustrow und Grammow schlossen schmalspurige Feldbahnen an die Ladestellen an.